# 96 Aegle
96 Aegle este un asteroid din centura principală, descoperit pe 17 februarie 1868, de Jérôme Coggia.